# Sphodromerus somali
Sphodromerus somali är en insektsart som beskrevs av Boris Petrovich Uvarov 1943. Sphodromerus somali ingår i släktet Sphodromerus och familjen gräshoppor. Inga underarter finns listade i Catalogue of Life.